# Ehnn Berta
Ehnn Berta (született: Ehn Adalbertina Rozália Anna, névváltozat: Windisch Berta, külföldön Bertha Ehnn[-Sand]) (Pest, 1845. október 30. (keresztelés) – Aschberg, Alsó-Ausztria, 1932. március 9.) opera-énekesnő (mezzoszoprán). Kora egyik jelentős művésze volt, aki nagy terjedelmű hangja révén rendkívül széles repertoárral rendelkezett.

## Élete
Ehn Tamás és Lencz Rozália leánya. Még kisgyermekként került családjával Bécsbe. 1861–62-ben a Gesellschaft der Musikfreunde konzervatóriumában Salvatore Marchesinél, majd magánúton Maria  Andriessennél tanult.
Hangversenyénekesként indult pályája. Színpadon 1864-ben Nancy szerepében (Flotow: Márta) debütált a linzi Tartományi Színházban. Ezután Grazban, Darmstadtban és Hamburgban vendégszerepelt. Az 1865–66-os évadot a nürnbergi Városi Színházban töltötte. 1866 őszén a stuttgarti Udvari Opera társulatába került. Itt csak egy nagyobb összeg lefizetésével tudta felbontani szerződését. 1868. január 1-jén a jóval vonzóbb feltételeket biztosító bécsi Udvari Opera tagja lett. A következő évben már megkapta a császári és királyi kamara-énekesnői címet. 1873-ban férjhez ment egy bizonyos Sand kapitányhoz. Tizenhét évnyi bécsi működés után, 1885. április 29-én volt búcsúfellépte Thomas Mignonjának címszerepében. Az operai tagsága május 31-én szűnt meg. Még egyszer, 1918-ban lépett színpadra: Lord Byron Manfredjának Robert Schumann zenéjével kísért előadásán Astartét játszotta.
Ritka szép, csengő s terjedelmes mezzoszoprán hangja, valamint drámai temperamentuma révén kiemelkedő sikerrel szerepelt. Repertoárjára számos szopránalak is felkerült.

## Szerepei

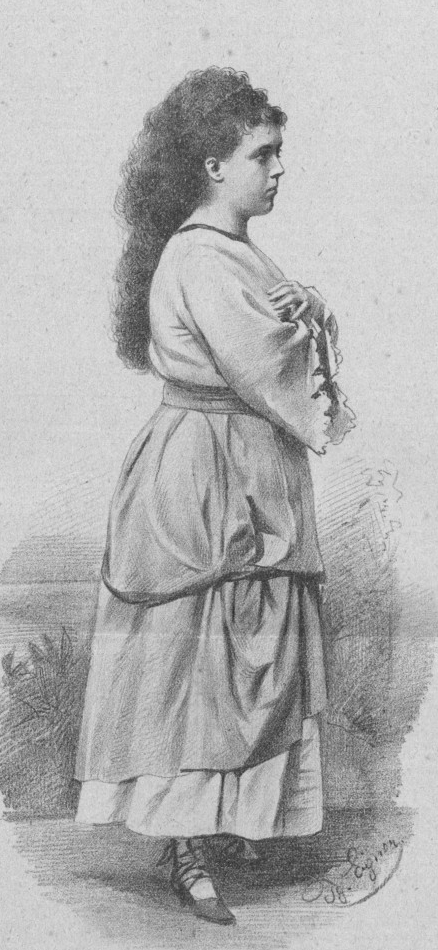
Thomas Mignonjának címszerepében

- Bellini: Capuletek és Montague-k — Júlia
- Bizet: Carmen — címszerep
- Donizetti: A kegyencnő — Leonora
- Donizetti: Lucretia Borgia — Maffio Orsini
- Donizetti:  Belisario — Irene
- Flotow: Márta — Nancy
- Goetz: A makrancos hölgy — Katharina
- Gounod: Faust — Margit
- Gounod: Philémon és Baucis — Baucis
- Gounod: Romeo és Júlia — Júlia
- Halévy: A zsidónő — Rachel
- Conradin Kreutzer: A granadai éji szállás — Gabriele
- Meyereer: Az afrikai nő — Szelika
- Mozart: Idomeneosz, Kréta királya — Ilia
- Mozart: Figaro házassága — Cherubino
- Mozart: Così fan tutte — Dorabella
- Mozart: A varázsfuvola — Pamina
- Mozart: Titus kegyessége — Vitellia
- Anton Grigorjevics Rubinstein: Feramors — Lalla Roukh
- Schubert: Alfonso és Estrella — Estrella
- Spontini: A Veszta-szűz — Julia
- Thomas: Mignon — címszerep
- Wagner: A bolygó hollandi — Senta
- Wagner: Tannhäuser... — Erzsébet
- Wagner: Lohengrin — Brabanti Elza
- Wagner: A nürnbergi mesterdalnokok — Eva
- Wagner: A walkür — Sieglinde
- Weber: A bűvös vadász — Agathe
- Weber: Oberon, a tündérek királya — Fatime